# 情報あ〜る!!
『情報あ〜る!!』（じょうほうあ〜る）は、西日本放送で放送されている情報ミニ番組である。

## 主な内容
ニュース
ほとんどは季節の話題や展覧会の紹介などのローカルニュースを1本だけ伝える。なお、報道特番が15:55から放送される場合には尺の関係で割愛される。
番組宣伝
放送当日の『RNC news every.』のローカルニュースのコーナーで放送する本日の特集コーナーの番組宣伝を行う。この時の映像の前フリのセリフは「続いて今日の『RNC news every.』から」と決まっている。宣伝の後、15秒のCMを挿んで情報コーナーへと移る。
情報コーナー
VTR収録で、外部の契約アナウンサーによる新製品紹介やイベント案内。
天気予報

## 変遷
1988年10月から1999年12月までは『せとらんど'○○』（例：93など）と呼ばれていた。2000年1月に現タイトルの『情報あ〜る!!』に変更。
2006年3月までは10分番組だったが、『NNN Newsリアルタイム』17時台ネットの関係で2分短くなった。2007年秋以降は『Newsリアルタイム特報』と『情報ライブ ミヤネ屋』との兼ね合いで休止になる日も出てきた。
地上デジタル放送の開始後も、スタジオサブ等の関係で頭角4:3SDが続いていたが、スタジオと天気画面については2008年3月3日放送分からハイビジョン化された。
2008年3月31日、『情報ライブ ミヤネ屋』の放送時間が16:43（金曜は16:50）までに延長されるのに伴い、『10min.』と題してリニューアルし、同時に再び10分番組になった。しかし、同年9月29日から『情報ライブ ミヤネ屋』の放送時間が15:50までに短縮されたのに伴い、再び放送時間が8分に縮小。タイトルも『情報あ〜る!!』に戻された。
2011年4月8日から自社制作番組『every.フライデー』が開始されたため、金曜日のみ放送時間が16:55 - 17:00に短縮された。内容も『every.フライデー』の荻野仁美が事前収録された情報コーナーの振りをするのみとなった。さらに、2013年4月5日からは金曜日の『news every.』が放送時間を拡大したことに伴い、金曜日の放送時間が16:45 - 16:50に変更された。
『せとらんど'○○』時代から2013年3月まではRNCの女性アナウンサーのみが担当していたが、2013年4月以降は男性アナウンサーも担当するようになった。
2017年4月から月曜 - 木曜に限り『news every.・第1部』の番販ネットを開始したのに伴い金曜日のみの放送となる。情報コーナーは16:25頃のCM枠を使って放送される。CM扱いなのでウォーターマークは消去される。
2024年4月から『news every.・第2部』の放送時間が拡大されたことを受け、放送時間が5分繰り上がり16:38 - 16:45に変更された（『every.フライデー』は5分短縮され16:38までの放送になった）。

## 備考
- 番組冒頭のタイトルとともに「西日本放送・四国新聞社」の連名で画面右下に表記されている（かつては「RNC」ロゴが表記されていた）。
- 現オープニングとエンディングに使用されているBGMは、『せとらんど'○○』時代から2012年現在も変わらずに使用されているBGMである。
- 東日本大震災発生から5年を迎えた2016年3月11日は、『news every.』が震災関連特番として15:50から放送したことに伴い、当番組の放送は同年3月12日の10:25 - 10:30に変更となった。